# Radzewo (województwo wielkopolskie)
Radzewo – wieś w Polsce położona w województwie wielkopolskim, w powiecie poznańskim, w gminie Kórnik.

## Historia
Miejscowość była po raz pierwszy wzmiankowana jako Radzevo w 1397 roku. Byłą własnością rodu Łodziów zwanych potem Radzewskimi, a następnie Błażejewskich, którzy posiadali część wsi. W XVI wieku właścicielami części wsi stali się Górkowie. Około 1510 roku nabył ją Łukasz Górka, a w 1578 roku  - w części – należała do ostatniego z rodziny Górków, Stanisława. Na początku XVII wieku wieś należała do Zygmunta Grudzińskiego (kasztelana biechowskiego). W 1676 roku od Adama Karola Grudzińskiego kupił wieś Zygmunt Działyński. W XIX wieku własność Żurawskich; przed II wojną światową rozparcelowana.
W latach 1975–1998 miejscowość administracyjnie należała do województwa poznańskiego.
W 2018 we wsi odbyły się dożynki powiatowo-gminne.

## Dwór barokowy z XVIII wieku
W Radzewie znajduje się zabytkowy dwór z 2. połowy XVIII wieku, przebudowany w latach 1925-1930, wyremontowany w latach 80. i 90. XX wieku. Zbudowany w konstrukcji szkieletowej wypełnionej częściowo gliną i częściowo cegłą. Otacza go park krajobrazowy z końca XIX wieku. Obiekt nakryty wysokim dachem łamanym z ryzalitem wejściowym. Dwór został wpisany do rejestru zabytków 18.07.1968 roku pod numerem 173/A.

## Turystyka
Szkoła Podstawowa im. Jana Wójkiewicza w Radzewie jest punktem startowym Drogi Radości – jednego z przyrodniczych szlaków pielgrzymkowo-turystycznych Rogalińskie Drogi, utworzonych z okazji 200-lecia kościoła pw. św. Marcelina w Rogalinie. Dla tego szlaku ekolog, Radosław Dzięciołowski, napisał broszurę przyrodniczą pt. „Przyroda i my – relacje, procesy, zjawiska”.
Przez Radzewo prowadzi również pętla rowerowa Droga Pokoju i Radości.